# Drina

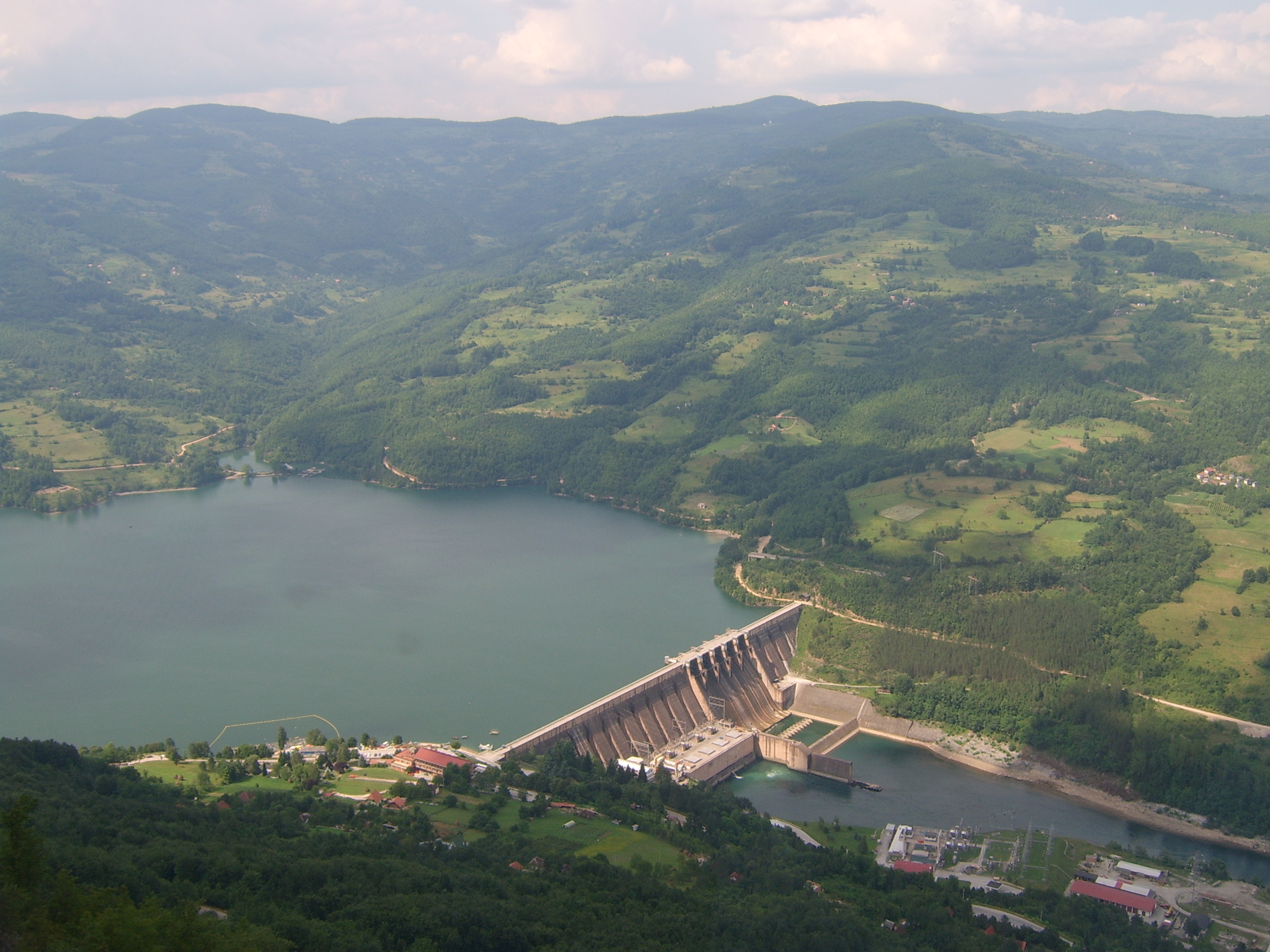
Perućaci vízierőmű

A Drina folyó Montenegró, Bosznia-Hercegovina, valamint Szerbia területén található; a Száva leghosszabb mellékfolyója.
Montenegróban, a Tara és a Piva összefolyásával keletkezik. Ezután főleg északi irányba törekszik, mígnem 346 km után Racsánál ömlik a Szávába. Közepes vízhozama a torkolatánál 370 m³ másodpercenként. Vízgyűjtő területe 19 700 km². A Drina több mint 180 km-en határfolyó Bosznia-Hercegovina és Szerbia között.
Jelentősebb városok a Drina mentén: Foča, Goražde, Bajina Bašta, Višegrad és Zvornik. Mellékfolyói a Lim, Jadar és Prača.
A keletkezés és a torkolat közötti, 358 méteres szintkülönbséget több vízerőmű is hasznosítja.